# Jeffrey K. Zeig
Jeffrey K. Zeig (nascido em 6 de novembro de 1947) é um escritor, psicólogo Ph.D e palestrante. Já escreveu e editou cerca de 20 livros, que foram traduzidos em mais de 12 idiomas. É o Presidente e Fundador da Milton Erickson Foundation, Fenix Arizona - EUA.

## Biografia
Jeffrey K. Zeig, Ph.D. é o fundador e Diretor da Milton H. Erickson Foundation, tendo estudado de forma intermitente com o Dr. Erickson por mais de 6 anos. É autor de mais de 20 livros, que já foram traduzidos em mais de 12 idiomas.
Dr. Zeig é o idealizador da "The Evolution of Psychotherapy Conferences" considerada a conferência mais importantes da história da psicoterapia. Ele também é o organizador de "the Brief Therapy Conferences", " the Couples Conferences", e o "International Congresses on Ericksonian Approaches to Hypnosis and Psychotherapy", todos eles realizados no EUA.
Dr. Zeig também faz parte do Conselho Editorial de diversas revistas; sendo membro da "American Psychological Association" e  da "American Society of Clinical Hypnosis".
Vive em Phoenix, Arizona, e realiza seminários e cursos em mais de 40 países.
Em Novembro de 2018 recebeu o Doutoramento Honoris Causa em Ciências Sociais e do Comportamento da Universidade Fernando Pessoa, em Portugal.